# João Corvino
João Corvino (em latim: Ioannes Corvinus; em romeno: Iancu ou Ioan de Hunedoara; em húngaro: Hunyadi János; c. 1387 – 11 de agosto de 1456), apelidado de Cavaleiro Branco, foi um voivoda (príncipe ou duque) da Transilvânia (desde 1441), capitão-mor (1444–1446) e regente (1446–1453) do Reino da Hungria, com uma distinta carreira militar. Foi o pai de Matias Corvino, um dos mais célebres reis daquele país.
Corvino conquistou fama como um dos mais importantes líderes militares e soberanos-guerreiros dos Bálcãs. As principais batalhas que lutou foram a de Varna, em 1444, e o Cerco a Belgrado, em 1456. Amplamente respeitado na Europa, ele ainda colecionou rivais ao longo da vida (como Skanderbeg da Albânia e Vlad Dracul, pai do futuro Vlad o empalador da Transilvânia), e foi alvo de ódio e perseguição pelo Império Otomano.

## Origem

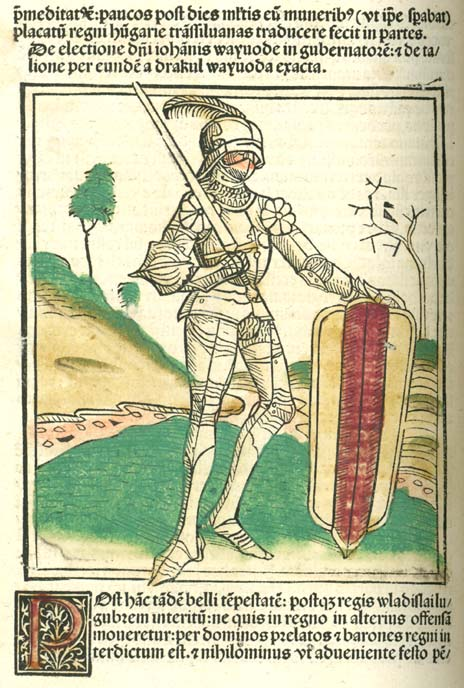
João Corvino, gravura pintada a mão na Chronica Hungarorum de João de Thurocz, Brno, 1488

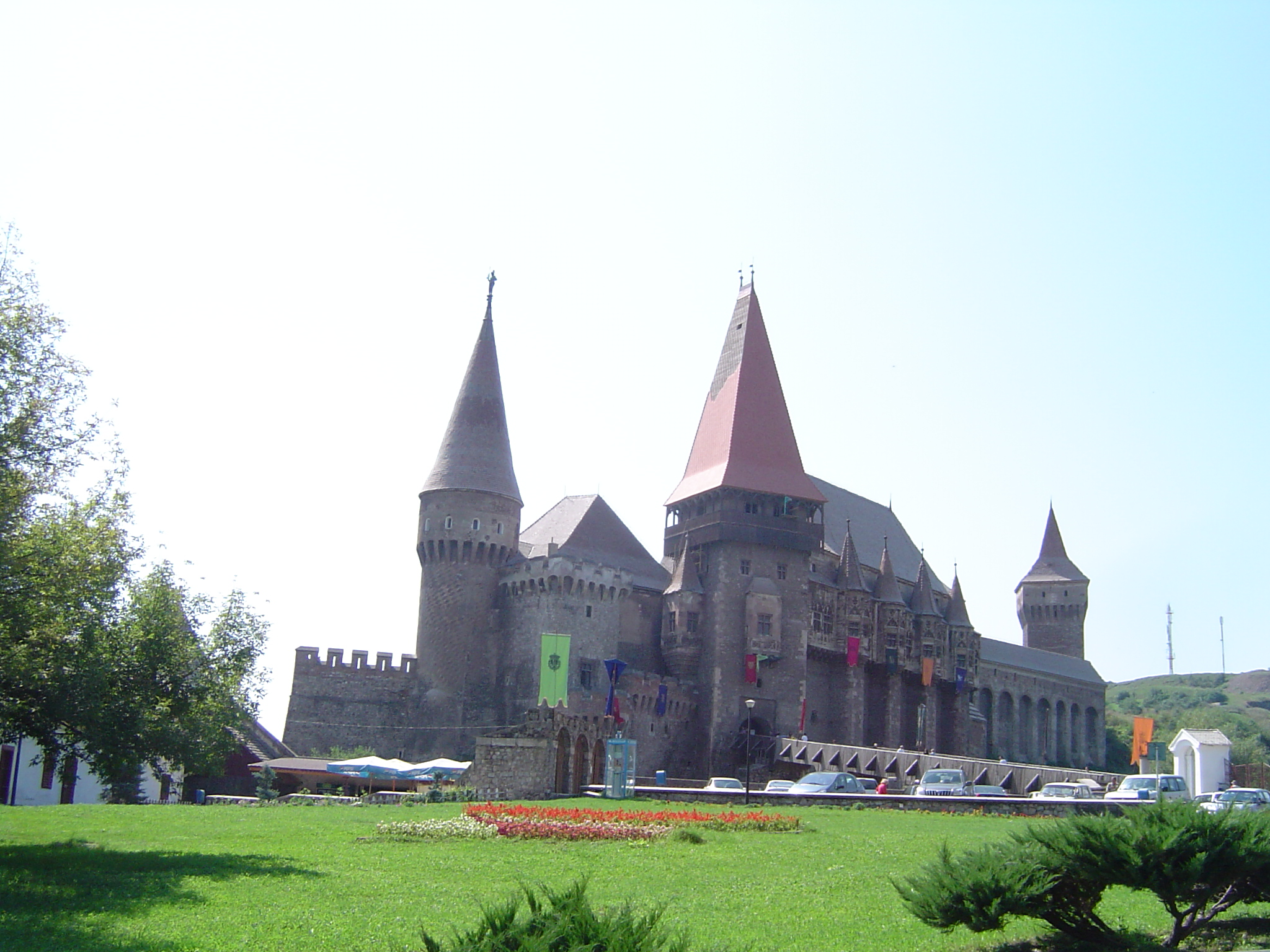
Castelo Hunyadi, entrada principal

João nasceu em uma família nobre transilvana de origem romena (valaca) em 1387 (ou 1400 de acordo com algumas fontes). Entretanto, sua genealogia é controversa: algumas fontes indicam que teria sido filho de Voicu/Vojk, um boiardo romeno da Valáquia, enquanto outras citam como seu pai um valaco transilvano. O que se sabe é que Voicu/Vojk, ou o pai de João, tomou o nome da família de Hunyadi ao receber o feudo do Castelo Hunyad do Rei Sigismundo em 1409, bem como o título de Conde de Hunyad.
A partir de fontes húngaras, sabe-se que a mãe de João era Isabel Marjeana (Erzsébet Morzsinai em húngaro e Elisabeta Mărgean em romeno) de Cinciş, filha de uma pequena família nobre húngara de Hunedoara (em romeno) ou Hunyad (em húngaro).
João se casou com Isabel Siladj (Erzsébet Szilágyi em húngaro; c. 1410-1483), uma donzela húngara, também de nobre estirpe (o nome Siladj era de um dos condados da Hungria, hoje correspondente a Sălaj, na atual Romênia).
O epíteto Corvino (de corvo) foi usado pela primeira vez pelo biógrafo de seu filho Matias Corvino, rei da Hungria, e aplicado também a João, que no entanto não chegou a usá-lo em vida. O apelido é ligado à lenda documentada por Gaspar Heltai, que diz que João seria filho bastardo do rei Sigismundo de Luxemburgo, depois eleito imperador do Sacro Império Romano-Germânico e "Vojk" teria sido um guerreiro fiel de seu pai por 20 anos. O Rei Sigismundo, após a morte de sua esposa, teria conhecido Isabel Marjeana, uma donzela virgem, e se apaixonado. De manhã, o rei dera um anel real à moça, prometendo tomar conta do filho que nascesse. Após o nascimento, a família viajou até Buda (hoje Budapeste) até ao palácio de Sigismundo. Durante a viagem, pararam para descansar. Como o bebê João chorava, Isabel deu-lhe o anel para brincar e acalmá-lo. Nesse momento, um corvo apareceu e roubou o anel. O irmão de Isabel atirou uma flecha à ave, mas o corvo miraculosamente não morreu e o anel foi recuperado. Ao receber a família na corte, Sigismundo encheu o berço da criança com pedras preciosas.
A lenda deve ter algum fundamento verídico, já que seu suposto pai, Vojk/Vojcu, nunca teve um brasão com ave de rapina, e repentinamente alterou-o por alguma razão. A tradição na Valáquia não tem nenhum laço com corvos. A família de Vojk imediatamente recebeu as propriedades de Hunyad/Hunedoara, e sua educação foi financiada pelo rei. Seu irmão também foi batizado como João, sem motivo particular; por isso, João Corvino é às vezes confundido com ele (também chamado Székely János, ou João, o Szekler) que morreu por volta de 1440. O filho de João, Rei Matias, ergueu uma estátua de Sigismundo em Visegrád e o considerava seu avô.

## Ascensão

### Sob Sigismundo e eleições controversas

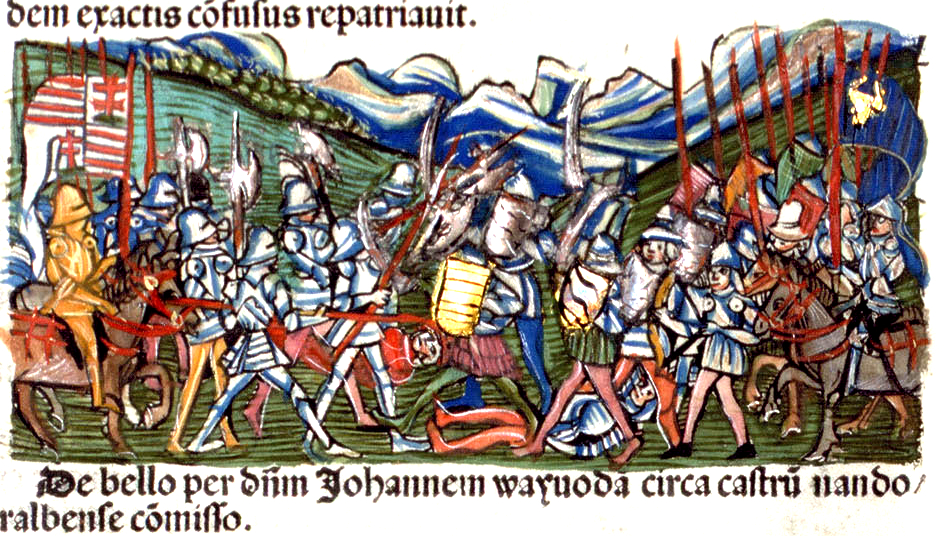
João Corvino na Campanha Hussita, retratado por João de Thurocz

Quando ainda jovem, João Corvino entrou para o séquito de Sigismundo, que apreciava suas qualidades (ele foi contador do rei em várias ocasiões). Acompanhou o monarca a Francoforte, na campanha de Sigismundo pela coroa do Sacro Império, em 1410; tomou parte das Guerras Hussitas em 1420; e em 1437 expulsou os otomanos de Semêndria. Por tais serviços, recebeu inúmeros feudos e um assento no conselho real da Hungria. Em 1438, o rei Alberto II da Alemanha fez de Corvino o bano de Severino (na atual Sérvia). Localizada ao sul das fronteiras defensáveis meridionais da Hungria, dos Cárpatos e do complexo fluvial Drava/Sava/Danúbio, a província era alvo de constante assédio por forças otomanas.
Com a morte súbita de Alberto em 1439, Corvino pressentiu que a Hungria precisaria de um rei-guerreiro e ofereceu apoio à candidatura do jovem rei Vladislau III de Varna, da Polônia, em 1440. Assim, colidiu-se contra o poderoso Ulrico II de Celje, apoiador da viúva de Alberto II, Isabel II da Boêmia e seu filho pequeno, Ladislau Póstumo da Boêmia e Hungria. Tomou parte proeminente na guerra civil subsequente e foi recompensado por Vladislau com a capitania da fortaleza de Belgrado (na época, chamada de Nándorfehérvár em húngaro) e a voivodia da Transilvânia. Compartilhou esta última com Miguel Újlaki.

### Primeiras batalhas nos Bálcãs
Com o pai de Drácula, lutou também ao seu lado contra os turcos, em defesa da Transilvânia cristã. Ao final de duros combates, os turcos conquistaram o campo, ao preço todavia de perdas pesadíssimas e em cuja ocasião morreu o soberano húngaro-polaco Ladislau III Jagelão.
Em Belgrado, Corvino interveio em socorro da cidade assediada junto com São João Capistrano. Depois de alguns dias de assédio, houve uma batalha noturna, alimentada principalmente pelos voluntários de Capistrano. Ao fim, Corvino tomou a dianteira da infantaria húngara e pôs os turcos em retirada. O próprio sultão Maomé II, o Conquistador foi ferido e, acossado, tentou envenenar-se.
O ônus da guerra contra os otomanos agora estava com ele. Em 1441, libertou a Sérvia com a vitória na Semêndria. Em 1442, não muito longe de Nagyszeben, sobre a qual tinha sido forçado a se retirar, Corvino aniquilou uma presença maciça de tropas otomanas e recuperou para a Hungria a suserania da Valáquia. Em fevereiro de 1450, assinou uma aliança com Bodano II da Moldávia.
Em julho, destruiu quase um terço do exército turco perto dos Portões de Ferro, o vale no Danúbio que divide a Sérvia e a Romênia. Estas vitórias fizeram de Corvino um proeminente inimigo dos otomanos, reconhecido em toda a cristandade, e estimularam-no em 1443 a assumir, juntamente com o Rei Vladislau da Polônia, a famosa expedição conhecida como a longa campanha. Corvino, à vanguarda, atravessou os Bálcãs através da Porta de Trajano, capturou Nish, derrotou três paxás turcos e, após tomar Sófia, uniu-se com o exército real e derrotou o sultão Murade II. A impaciência do rei e a severidade do inverno obrigaram-no a voltar para casa (fevereiro de 1444), mas não antes de romper por completo o poder do sultão na Bósnia, Herzegovina, Sérvia, Bulgária, e Albânia.
Pouco após recuperar a Hungria, recebeu oferta tentadora do Papa Eugênio IV, representado pelo legado Juliano Cesarini, a partir de Jorge Branković, déspota da Sérvia, e Jorge Castrioto, príncipe da Albânia, para retomar a guerra e perceber o seu ideal de conduzir a Europa contra os otomanos. Todos os preparativos já tinham sido feitos quando enviados de Murade chegaram ao acampamento real em Szeged e ofereceram dez anos de armistício em condições vantajosas. Branković subornou Corvino com vastos feudos e convenceu-o a aceitar a paz. O Cardeal Cesarini considerou a solução como uma traição. O rei jurou que nunca desistiria da cruzada, pelo que todos os futuros acordos de paz foram automaticamente considerados inválidos. Depois disso, a Hungria aceitou a oferta do sultão e Corvino, em nome de Vladislau, jurou sobre o Evangelho que manteria a palavra.

### Batalha de Varna

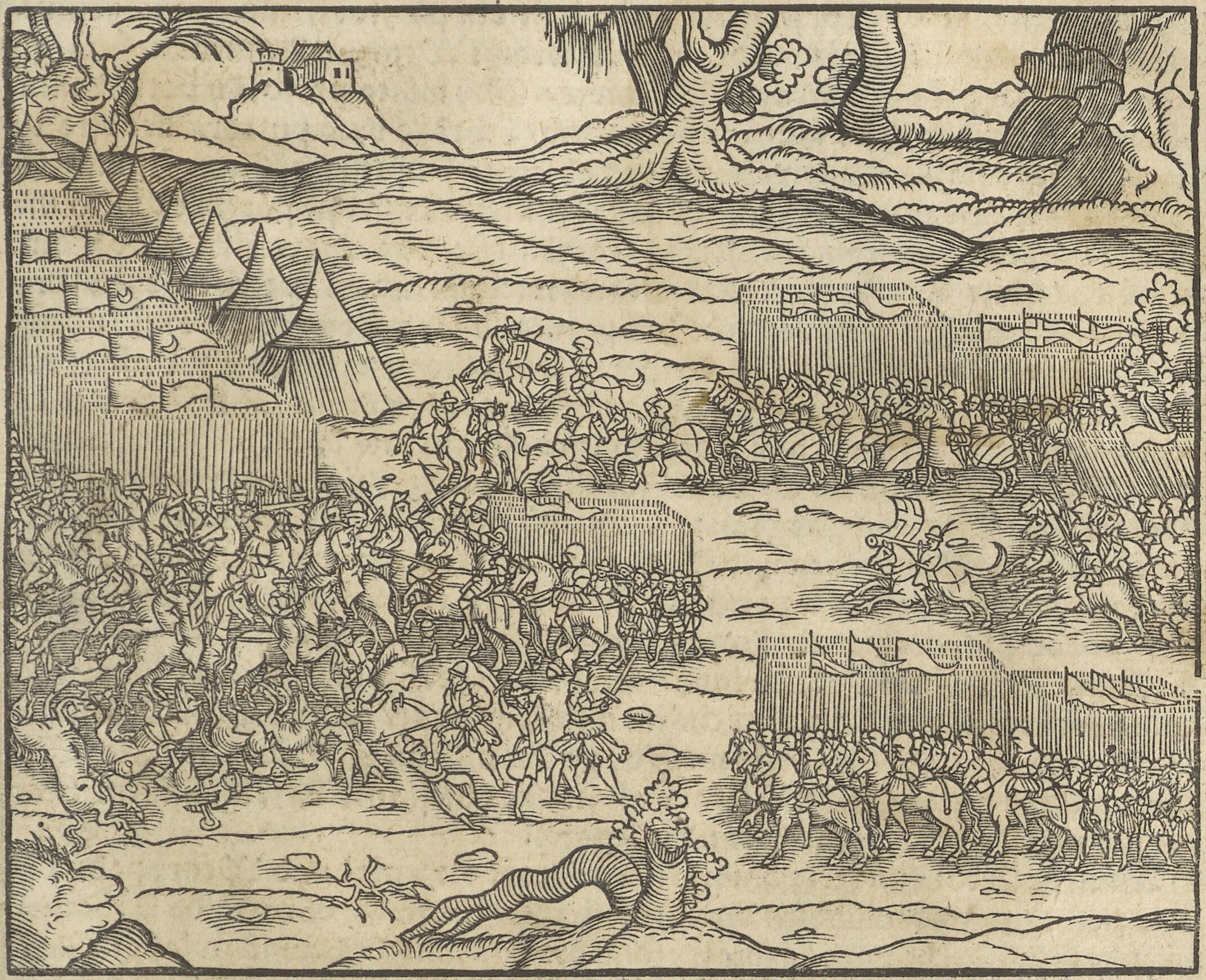
Batalha de Varna, retratada na edição de 1564 da Crônica Polaca de Martim Bielski

Dois dias depois, Cesarini recebeu a notícia de que uma frota de galés venezianas tinha zarpado para o Bósforo para evitar que Murade (que, esmagado por suas recentes catástrofes, tinha se retirado para a Anatólia) e o cardeal lembrou ao rei que ele havia jurado cooperar com as potências cristãs se os otomanos atacassem por via marítima. Em julho, o exército húngaro cruzou a fronteira de novo e avançou na direção do Mar Negro. Chegou a Constantinopla no fim de março, escoltado pelas galés.
Branković, porém, temeroso da vingança do sultão, em caso de derrota, informou Murade sobre o avanço cristão, e impediu Jorge Castrioto (Skanderbeg) de se unir a eles. Ao chegarem a Varna, os húngaros constataram que as galés venezianas não tinham conseguido evitar a saída do Sultão - na verdade, os venezianos até transportaram o exército do Sultão (e receberam, segundo a lenda, uma peça de ouro para cada soldado levado). Em 10 de novembro de 1444, Corvino enfrentou os otomanos quatro vezes com forças húngaras. No entanto, ainda era possível uma vitória na Batalha de Varna, com as admiráveis capacidades militares de Corvino. Assim, os húngaros conseguiram furar ambos os flancos do exército do sultão. Neste ponto, porém, o rei Vladislau, que até então tinha permanecido em segundo plano e passara o pleno comando a Corvino, assumiu a vanguarda e com os seus guardas realizou um ataque total sobre as tropas de elite do Sultão, os janízaros. Estes facilmente massacraram os homens do rei, além de matarem o próprio rei, exibindo sua cabeça em uma estaca. A morte do rei polaco-húngaro causou desordem no exército cristão, que foi posteriormente acossado pelos otomanos. Corvino conseguiu escapar por muito pouco. No caminho de casa, Vlad Dracul (pai de Vlad Tepes Dracula) da Valáquia prendeu Corvino. Apenas as ameaças do paladino da Hungria levaram o voivoda, teoricamente um aliado de Corvino contra os otomanos, a libertá-lo.

## Regente da Hungria

### Breve reinado pessoal
Na dieta que se reuniu em fevereiro de 1445, foi formado um governo provisório constituído por cinco capitães-mor, com Corvino recebendo a Transilvânia e quatro condados vizinhos do rio Tisa, o chamado Partium ou Crişana (em romeno) Körösvidék (em húngaro). À medida que a anarquia resultante da divisão se tornou incontrolável, Corvino foi eleito regente da Hungria (Regni Gubernator) a 5 de junho de 1446 em nome de Vladislau III da Polônia (também chamado de Ladislau V), e tendo em conta as competências de um regente. Seu primeiro ato como regente era o de proceder contra o rei alemão Frederico III, que se recusou a libertar Vladislau III. Depois assolou Estíria, Caríntia e Carníola e ameaçando Viena, Corvino dificuldades da noutro local se vê obrigado a assinar uma trégua de dois anos com Frederico.

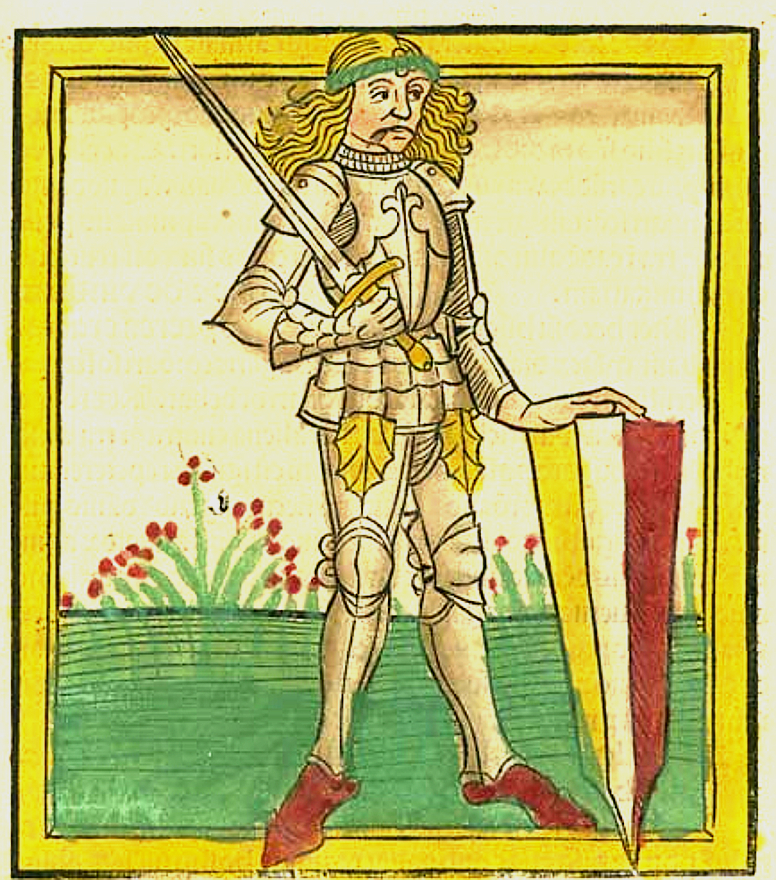
João Corvino em gravura de Thurocz

Em 1448, recebeu do Papa Nicolau V uma corrente de ouro e o título de Príncipe, e imediatamente a seguir retomou a guerra contra os otomanos. Ele perdeu os dois dias da Segunda Batalha do Kosovo (7-10 de outubro de 1448), devido à traição de Dan II da Valáquia e, em seguida, simuladores ao trono, e de Jorge Branković o seu velho rival, que interceptou os planejados reforços albaneses liderados por Skanderbeg (Jorge Castrioto), impedindo-os de chegar à batalha. Branković também manteve Corvino preso por um tempo na fortaleza de Semêndria, mas ele foi resgatado por seus compatriotas e, depois de resolver suas divergências com o seu poderoso e inúmeros inimigos políticos na Hungria, liderou uma expedição punitiva contra o príncipe sérvio, que foi forçado a aceitar a duras condições de paz.
Em 1450 foi para a então capital húngara, Pozsony, para negociar com imperador Frederico III os termos da libertação de Vladislau III, mas não foi possível chegar a acordo. Vários dos inimigos de João Corvino, incluindo Ulrich II de Celje, acusaram-no de conspiração para derrubar o rei. A fim de aliviar a situação interna cada vez mais voláteis, ele abandonou o seu título de regência e do regente.
No seu regresso à Hungria no início de 1453, Vladislau nomeou-o Conde de Beszterce-Naszód e capitão-mor do reino. O rei também expandiu seu brasão-de-armas com os chamados Leões de Beszterce.

### Cerco a Belgrado e morte
Enquanto isso, a questão Otomano tinha novamente se tornado aguda, e, após a queda de Constantinopla, em 1453, parecia natural que o sultão Maomé II foi mobilizar seus recursos, a fim de subjugar Hungria. O seu objectivo imediato foi Nándorfehérvár (atual Belgrado). O Kalemegdan de Nándorfehérvár era um grande castelo-fortaleza, e um verdadeiro portal par ao sul da Hungria. Se este forte caísse, haveria um claro caminho para o coração da Europa-Central. Corvino chegou ao cerco de Belgrado em fins de 1455, depois de resolver as diferenças com os seus inimigos internos. A expensas próprias, ele reabastecia de armas a fortaleza, deixando-nos uma forte guarnição sob o comando de seu cunhado Miguel Siladj e de seu próprio filho mais velho Ladislau Corvino. Ele procedeu de modo a formar um exército de alívio, e montados de um frota de duzentos navios. Seu principal aliado foi o frei franciscano João de Capistrano, cuja oratória furiosa conclamou a uma grande cruzada formado na sua maioria de camponeses. Ainda relativamente mal armado (a maior parte eram armadas com equipamentos agrícolas, tais como foices e ancinhos) se reuniram a Corvino e seu pequeno corpo de mercenários e a cavalaria.
Em 14 de julho de 1456, a flotilha de corvetas montada por Corvino destruiu a frota otomana. Em 21 de julho, forças na fortaleza de Szilágyi rechaçaram um ataque feroz vindo pela Rumélia, e Corvino prosseguido a recuar as suas forças em campo, tirando partido do exército turco's confundido voo a partir da cidade. Depois de combates ferozes, mas breve, o acampamento foi capturado, e Maomé II levantou o cerco e retornou para Istambul. Com seu voo 70 anos começou um período de relativa paz no sudeste da Hungria fronteira.
No entanto, a peste eclodiu no acampamento de Corvino três semanas após o levantamento do cerco, e ele morreu em 11 de agosto. Ele foi sepultado no interior da catedral católica de Alba Iulia (Gyulafehérvár), ao lado de seu irmão mais velho João.

## Legado

Brasão pessoal – veja o corvo no escudo, origem do nome Corvino

A ascensão do nacionalismo na Hungria levou as imagens de João Corvino como herói a entrar no discurso de várias nacionalidades - cada qual reivindicando-o como seu. Além de seu filho Matias, João Corvino adquiriu presença na cultura política da atual Romênia (imagens que se focam na origem valaca dele, em vez de sua carreira como soberano da Hungria) ou em sua presença como exógeno na política da Valáquia, da Moldávia e da Transilvânia, ja que também ele foi responsável por estabelecer as carreiras tanto de Estêvão III da Moldávia quanto do polêmico Vlad III o Empalador, na Valáquia. João Corvino é tradicionalmente considerado um herói nacional na Hungria.

## Cultura popular
- João Corvino aparece no jogo Legendary Warriors ("Guerreiros Lendários"), retratado como pai de Matias Corvino e Ladislau Corvino, além de pai de Diana (em realidade, sua sobrinha). Também é mostrado como um dos maiores e mais respeitados comandantes das forças ocidentais. No jogo, Corvino tem uma tendência a se destacar em batalhas, e outro general tem que lembrá-lo da luta.